# Westfries Genootschap
Het Westfries Genootschap is een regionale historische vereniging uit de Nederlandse regio West-Friesland die zich inzet om het West-Friese cultuurgoed te bewaren. Het kantoor is sinds 1972 gevestigd in het Timmermansgildehuis in Hoorn.
De vereniging werd op 6 augustus 1924 opgericht als Historisch genootschap “Oud West-Friesland”. De aanleiding voor de oprichting was de manier waarop men volgens sommigen de regio West-Friesland liet veranderen "zonder er een hand naar uit te steken". Het doel van de vereniging is in het gebied binnen de Westfriese Omringdijk en daaromheen en op Wieringen het streekeigene te behouden, en het aanzien van het gebied zo veel mogelijk in de oorspronkelijke toestand te bewaren.
De vereniging geeft ieder jaar een bundel uit, West-Frieslands Oud & Nieuw, met daarin stukken over zowel het verleden als het heden van de regio. Daarnaast houdt de vereniging ieder jaar een Westfriezendag (eerste zaterdag in september), waarop de leden elkaar kunnen ontmoeten. In 2007 verkreeg de vereniging daarnaast enige regionale media-aandacht met het uitgeven van het Westfrieslandspel, een soort Triviant met vragen over het heden en verleden van West-Friesland, waarvan enige duizenden exemplaren verkocht zijn.
De vereniging had begin jaren 90 nog ruim 3000 leden. Dit aantal liep echter gestaag terug, vermoedelijk vooral door concurrentie met lokale historische genootschappen. Hierop besloot men in 2007 een grote ledenwerfactie te houden om het tij te keren.